# 卡维文
卡維文 (源自梵語： "kavi"，意即“詩人”) 或 古爪哇文 是起源於爪哇的書寫系統。此書寫系統自公元8世紀到大約公元16世紀在海洋东南亚廣泛地被使用。 卡維文是由在南印度的帕拉瓦王朝泰米爾王國的商人所帶來的帕拉瓦文所衍生的， 主要用于編寫淡米爾語, 梵語和古爪哇語。卡維文是傳統的印度尼西亞文字的祖先，例如爪哇文,巴厘文以及傳統的菲律賓文，如呂宋內湖省的銅板銘文 822A.D. 和 公元1500年的貝貝因字母。

## 概述
一些東南亞文字是卡維文的派生。這是由東南亞研究學學者們如喬治·賽代斯和D·G·E·霍爾提出的。[來源請求]

帕拉瓦文曾主要被用於書寫中古淡米爾語。
已知最早的卡維文文本是位於東爪哇的辛加薩里王國時期。更多的文本是在滿者伯夷、東爪哇、巴厘島、婆羅洲及蘇門答臘。
这些文本是元音附標文字，每個字符可被讀出一個固有元音，而變音符號被使用，既可以抑制元音和代表一个純粹的輔音，或代表其它的元音。
一個眾所周知以卡維文書寫的書面文件是1989年發現於貝湖附近的拉古那銅版銘文（Laguna Copperplate Inscription） 。 它上面刻有塞迦紀年 822，即公元900年5月10日， 和書寫包含許多外來詞的馬來語例如梵語。當中一些非馬來語的詞彙的起源是模棱兩個兩可的，可能源自古爪哇語或古他加祿語。 這份文件，比其他最近幾年發現於該國如武端的金塔拉和在宿雾島發現的14世紀的陶器及黄金珠寶在修訂古代菲律賓歷史中更為重要。

## 參閲
- 菲律賓每日詢問報(Philippine Daily Inquirer)
- 貝貝因字母(Baybayin)